# Calas (general)

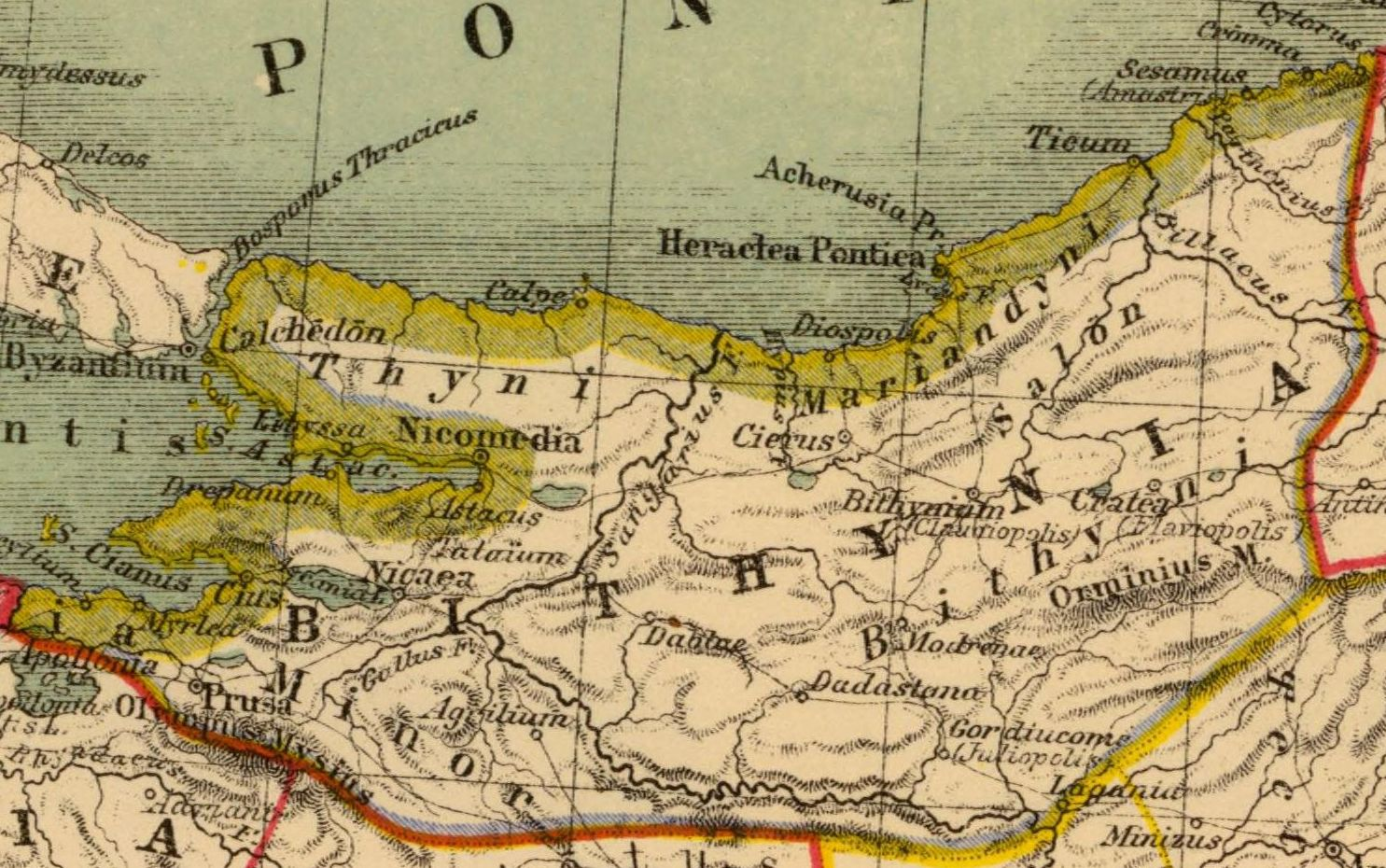
Bitinia en el Atlas antiquus de Heinrich Kiepert (1861).

Calas (griego: Κάλας o Κάλλας; muerto en el siglo IV a. C.) fue un antiguo griego, hijo de Hárpalo de Elimia y primo de Antígono, rey de Asia, que poseía un mando en el ejército que Filipo II envió a Anatolia bajo Parmenión y Átalo en 336 a. C., para atraer a su causa a las ciudades griegas del lugar. En 335 a. C., Calas fue derrotado en una batalla en la Tróade por Memnón de Rodas, y tomó refugio en Receo. En la batalla del Gránico de 334 a. C., dirigió la caballería tesalia del ejército de Alejandro Magno, y fue nombrado por este sátrapa de la Frigia Helespóntica, a la que después le fue añadida Paflagonia. Excluyendo un fallido intento de conquistar Bitinia, no volvemos a oír hablar de Calas: parece, sin embargo, que murió antes de que tuviera lugar la traición y fuga de su padre en 325 a. C., y sabemos por Arriano que Demarco le sucedió en la satrapía de Frigia helespóntica durante el reinado de Alejandro.